# قطعنامه ۱۶۶۳ شورای امنیت
قطعنامه  ۱۶۶۳ شورای امنیت سازمان ملل متحد که در تاریخ ۲۴ مارس ۲۰۰۶ تصویب شد، سندی بین‌المللی دربارهٔ بررسی وضعیت مربوط به سودان است. این قطعنامه طی نشست ۵۲۶۹ام با ۱۵ رای موافق، ۰ مخالف و ۰ ممتنع تصویب شد.